# Эргма, Эне
Э́не Э́ргма (эст. Ene Ergma) (род. 29 февраля 1944, Раквере) — эстонский астрофизик и политик, член Академии наук Эстонии. В 2003—2006 и в 2007—2014 годах была председателем Рийгикогу (Парламента Эстонии). С мая 2007 года является заместителем председателя партии «Союз Отечества и Res Publica».

## Образование
Эне Эргма окончила Среднюю школу им. К. Р. Якобсона в городе Вильянди (1962). Она училась на физическом факультете Тартуского университета (1962—1964) и окончила астрономическое отделение физического факультета МГУ (1969). Там же получила звание кандидата физико-математических наук (1972), а в 1984 году защитила докторскую диссертацию по теме «Неустойчивое горение термоядерного топлива на поздних стадиях эволюции звёзд».

## Научная карьера
Эргма работала младшим научным сотрудником в Институте Астрономии Академии наук Эстонской ССР (1972—1974), младшим, а затем старшим научным сотрудником, научным секретарём, научным руководителем в Институте астрономии Академии наук СССР (1974—1988). В 1988—1992 годах была профессором на кафедре теоретической физики и астрофизики Тартуского Университета, в 1992—1998 годах — заведующей Института теоретической физики. Вершиной научной карьеры Эне Эргма стал пост вице-президента Академии наук Эстонии (1999—2004).
Эне Эргма является членом редакционной коллегии эстонской Энциклопедии ТЕА (2008).

## Политическая деятельность
В 2002 году вступила в партию «Res Publica».
В 2003 году стала депутатом в X Рийгикогу. Также была депутатом в XI и XII Рийгикогу. В последних двух была председателем парламента.
В 2006 году была кандидатом в президенты. Проиграла, не набрав 2/3 голосов эстонского парламента.
С 2007 года является заместителем председателя объединённой партии «Союз Отечества и Res Publica»

## Награды
- Орден Трёх звёзд II степени (30 марта 2009 года, Латвия)[2]
- Медаль Балтийской ассамблеи (5 декабря 2008 года)[3]